# Toukra
Toukra est un quartier du 9e arrondissement de la capitale tchadienne N'Djaména. L'université de N'Djaména a également un campus à Toukra,.
Toukra a accueilli un atelier de formation sur la planification et la gouvernance des infrastructures des technologies de l'information et de la communication (TIC). Cet événement s'est déroulé du 11 au 23 décembre 2023. Le thème abordé était « Les technologies de l’information et de la communication : un levier important pour l’accélération du développement et de l’intégration des pays de l’Afrique Centrale ». L'atelier a été financé par le Programme Indicatif Régional (PIR) pour l’Afrique centrale.